# Đội tuyển Davis Cup Mauritius
Đội tuyển Davis Cup Mauritius đại diện Mauritius ở giải đấu quần vợt Davis Cup và được quản lý bởi Liên đoàn Quần vợt Mauritius. Đội chưa thi đấu kể từ năm 2007.
Mauritius hiện tại thi đấu ở Nhóm III khu vực Âu/Phi.  Đội về đích thứ 5 ở Nhóm III năm 2001.
Vân động viên nổi tiếng Hariff Gunnoo sẽ có màn trở lại sau giải nghệ để gia nhập đội tuyển Davis Cup năm 2019. Con trai của anh, Joshua Gunnoo, cũng hi vọng được triệu tập để đại diện cho Mauritius.

## Lịch sử
Mauritius lần đầu tiên tham gia Davis Cup vào năm 2000.